# Lekkoatletyka na Letnich Igrzyskach Olimpijskich 1912 – bieg przełajowy drużynowo mężczyzn

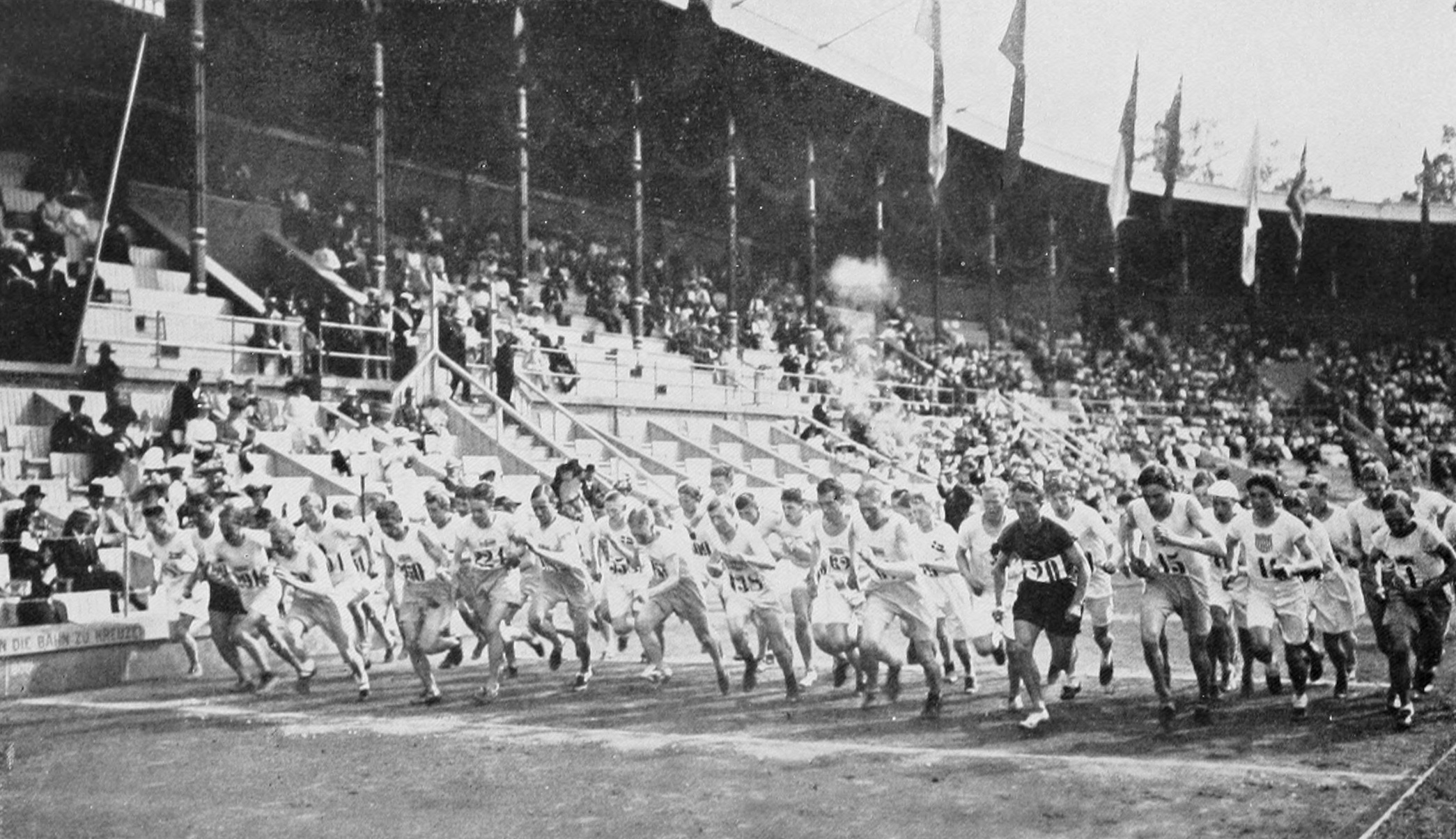
Start biegu

Bieg przełajowy drużynowo mężczyzn był jedną z konkurencji lekkoatletycznych rozgrywanych podczas V Igrzysk Olimpijskich w Sztokholmie.
Były to pierwsze zawody w drużynowym biegu przełajowym w historii igrzysk, później rozgrywany był jedynie na igrzyskach w Antwerpii w 1920 roku i na igrzyskach w Paryżu w 1924 roku.
Zawody rozegrano 15 lipca. Dystans liczył około dwunastu kilometrów. Zawodnicy rozpoczynali bieg na stadionie. Po przebiegnięciu ¼ okrążenia opuszczali go, by powrócić tuż przed metą. Po ponownym wbiegnięciu na stadion zawodnicy musieli przebiec jeszcze 1¼ okrążenia. Trasa nie była znana zawodnikom, a wyznaczono ją tuż przed startem za pomocą czerwonych taśm. Była pagórkowata, prowadziła przez las z wieloma naturalnymi przeszkodami. Zawodnicy brytyjscy i z Europy kontynentalnej nie  byli przygotowani na tego rodzaju bieg, czego skutkiem była dominacja zawodników fińskich i szwedzkich.
Punkty były przyznawane według wyników biegu indywidualnego w sposób: pierwsze miejsce - jeden punkt, drugie miejsce - dwa punkty itd. Punktowanych było pierwszych trzech zawodników z każdej reprezentacji. 

## Wyniki
| Miejsce          | Reprezentacja        | Punkty            | Razem |
| Finał            | Finał                | Finał             | Finał |
| ---------------- | -------------------- | ----------------- | ----- |
| 1                | Szwecja              | Szwecja           | 10    |
| 1                | Hjalmar Andersson    | 2                 | 10    |
| 1                | John Eke             | 3                 | 10    |
| 1                | Josef Ternström      | 5                 | 10    |
|                  | Brynolf Larsson      | 9                 |       |
| Johan Sundkvist  | 10                   |                   |       |
| Klas Lundström   | 13                   |                   |       |
| Bror Fock        | 17                   |                   |       |
| Gustav Carlén    | 21                   |                   |       |
| Edvin Hellgren   | Nie ukończył         |                   |       |
| John Klintberg   | Nie ukończył         |                   |       |
| Axel Lindahl     | Nie ukończył         |                   |       |
| Henrik Nordström | Nie ukończył         |                   |       |
| 2                | Finlandia            | Finlandia         | 11    |
| 2                | Hannes Kolehmainen   | 1                 | 11    |
| 2                | Jalmari Eskola       | 4                 | 11    |
| 2                | Albin Stenroos       | 6                 | 11    |
|                  | Ville Kyrönen        | 7                 |       |
| Viljam Johansson | 11                   |                   |       |
| Väinö Heikkilä   | 25                   |                   |       |
| Matti Harju      | Nie ukończył         |                   |       |
| Aarne Lindholm   | Nie ukończył         |                   |       |
| 3                | Wielka Brytania      | Wielka Brytania   | 49    |
| 3                | Frederick Hibbins    | 15                | 49    |
| 3                | Ernest Glover        | 16                | 49    |
| 3                | Thomas Humphreys     | 18                | 49    |
|                  | Joe Cottrill         | Nie ukończył      |       |
| William Scott    | Nie ukończył         |                   |       |
| 4                | Norwegia             | Norwegia          | 61    |
| 4                | Olaf Hovdenak        | 19                | 61    |
| 4                | Parelius Finnerud    | 20                | 61    |
| 4                | Johannes Andersen    | 22                | 61    |
|                  | Nils Dahl            | Nie ukończył      |       |
| 5                | Dania                | Dania             | 63    |
| 5                | Lauritz Christiansen | 14                | 63    |
| 5                | Viggo Petersen       | 23                | 63    |
| 5                | Gerhard Topp         | 26                | 63    |
|                  | Steen Rasmussen      | 28                |       |
| Holger Baden     | Nie ukończył         |                   |       |
| Fritz Danild     | Nie ukończył         |                   |       |
| Karl Jensen      | Nie ukończył         |                   |       |
| —                | Stany Zjednoczone    | Stany Zjednoczone | —     |
| —                | Harry Hellawell      | 12                | —     |
| —                | Louis Scott          | 24                | —     |
| —                | Tell Berna           | Nie ukończył      | —     |
|                  | George Bonhag        | Nie ukończył      |       |
| William Kramer   | Nie ukończył         |                   |       |